# 10e arrondissement (Parijs)
Het 10e arrondissement is een van de 20 arrondissementen van Parijs. De oppervlakte bedraagt 2,892 km².

## Wijken
Zoals alle arrondissementen, is ook het 10e opgedeeld in vier wijken, (Quartiers in het Frans).
- Quartier Saint-Vincent-de-Paul. Hier stichtte deze priester in 1625 zijn missieorde van de Lazaristen, genoemd naar hun klooster Huis Saint-Lazare, een gewezen melaatsenkolonie.
- Quartier de la Porte-Saint-Denis
- Quartier de la Porte-Saint-Martin
- Quartier de l'Hôpital-Saint-Louis

## Bevolking
| Jaar | Bevolking | Dichtheid      |
| ---- | --------- | -------------- |
| 1881 | 159.809   | 55.259 inw/km² |
| 1962 | 124.497   | 43.049 inw/km² |
| 1968 | 113.372   | 39.202 inw/km² |
| 1975 | 94.046    | 32.519 inw/km² |
| 1982 | 86.970    | 30.073 inw/km² |
| 1990 | 90.083    | 31.149 inw/km² |
| 1999 | 89.612    | 30.986 inw/km² |
| 2015 | 91.770    | 31.732 inw/km² |

- Bibliothèque nationale de France: cb119755822 (data)
- Gemeinsame Normdatei: 4638543-5
- International Standard Name Identifier: 0000 0001 0356 3106
- Nationale Bibliotheek van Israël: 987007562106105171
- Système universitaire de documentation: 110801474
- Virtual International Authority File: 154775618